# Рольф Зінгер
Рольф Зінгер (нім. Rolf Singer; 1906—1994) — німецький та американський міколог. Один з провідних спеціалістів з таксономії грибів XX століття. Розробив систему класифікації агарикальних грибів.

## Біографія
Отримав ступінь доктора філософії у Віденському університеті у 1931 році. Працював у Мюнхені. У 1933 році, з приходом до влади Гітлера, змушений втекти до Відня через своє єврейське походження. Потім переїхав до Барселони, далі до Парижа, а у 1934 році до Ленінграда, де став старшим науковим експертом Ботанічного саду Академії наук СРСР. Здійснив низку експедицій до Сибіру, Алтайських гір та Карелії.
У 1941 році емігрував до Сполучених Штатів. Там у Гербарії Фарлоу спершу отримав посаду наукового співробітника, потім помічника куратора, а після смерті доктора Девіда Ліндера посаду куратора. У гербарії пропрацював сім років. За цей час Зінгер також отримав стипендію Гуггенхайма для навчання у Флориді та викладав на біологічній станції Маунтен Лейк Вірджинського університету.
У 1948 році переїхав в Аргентину, де став професором Національного університету Тукумана, а з 1961 року професором Університету Буенос-Айреса. У 1968 році повернувся до США. Працював в Іллінойському університеті в Чикаго до 1977 року.